# Ральф Марадж
Ральф Марадж (хінді: राल्फ़ माराज) (21 січня 1949) — політик Тринідаду і Тобаго, актор, драматург, педагог. Міністр закордонних справ Тринідаду і Тобаго (1991—1995; 1995—2000). За його каденції Україна та Тринідад і Тобаго 29 вересня 1999 року встановили дипломатичні відносини.

## Життєпис
Він був міністром закордонних справ в уряді Народного національного руху (PNM), міністром зв'язку і інформаційних технологій в уряді Об'єднаного національного конгресу (ОНК) та був одним із засновників національної команди єдності, перш ніж повернутися до народного національного руху, щоб працювати референтом прем'єр-міністра Патріка Меннінга. До приходу в політику в 1991 році, Марадж працював викладачем в Naparima коледжі в Сан-Фернандо, в якому він до цього навчався. Він написав кілька п'єс. Марадж також знявся у фільмі Б'є (1974), описаний Брюсом Паддінгтоном, як «один з найважливіших фільмів, які будуть зняті в Тринідаді і Тобаго».

## Політична кар'єра
Марадж розпочав політичну діяльність у 1991 році, з перемоги на заході в Сан-Фернандо на Загальних виборах 1991 року за мандатом Народного національного руху. Марадж обіймав посаду міністра закордонних справ з грудня 1991 року. З 7 травня 1995 р. прем'єр-міністр Меннінг в телевізійному зверненні заявив, що призначає Мараджа міністром без портфеля в кабінеті прем'єр-міністра. Марадж заявив, що вперше почув про цю зміну своїх міністерських обов'язків. Пізніше того ж року сестра Мараджа Окка Сіпаул, спікер Палати представників, була усунена з посади. Після усунення Сіпаула, Марадж відмовився від Народного національного руху і приєднався до Опозиційного Об'єднаного національного конгресу.
Це призвело до зменшення ННР до майже непрацездатної більшості в парламенті. Меннінг був змушений призначити Загальні вибори, які він програв. Марадж оскаржив вибори в окрузі Напаріма за мандатом ОНК та переміг. Марадж був переобраний на це місце на Загальних виборах 2000 року. У наступній адміністрації ОНК Марадж займав посаду міністра комунікацій та інформаційних технологій, поки він не пішов з партії разом з Рамешем Махараджем і Тревором Судамою наприкінці 2001 року. Ця подія коштувала ОНК більшості у парламенті. На наступних Загальних виборах ОНК втратила контроль над урядом, і Марадж втратив місце новопризначеному Нізаму Бакшу
З 2013 року Марадж повернувся до театру, коли його п'єсу «Святий» виконали в Сан-Фернандо.